# Варшавская конвенция 1929 года
Варшавская конвенция 1929 года для унификации некоторых правил, касающихся международных воздушных перевозок — многостороннее международное соглашение, основной международно-правовой документ, регулирующий международные воздушные перевозки и ответственность воздушного перевозчика
.
Подписана в Варшаве 12 октября 1929 года. На конец марта 2017 года её участниками являются 152 государства. СССР стал участником Конвенции с 1934 года.
В 1955 году в неё были внесены изменения в Гааге (Гаагский протокол от 28 сентября 1955 года). Протокол внёс в Варшавскую конвенцию 1929 года ряд поправок, направленных на упрощение формы перевозочных документов и порядка их использования. В протоколе предусматривается, что перевозчик не может ссылаться на положения Варшавской конвенции 1929 года, освобождающие его от ответственности или ограничивающие её, если в билете будет отсутствовать уведомление о применимости к данной перевозке В. к. его участниками на 1 января 1990 являлись 109 государств, в том числе СССР.
В 1961 году была заключена Гвадалахарская конвенция, дополняющая Варшавскую конвенцию 1929 года. На 1 января 1990 её участниками были 66 государств, в том числе Советский Союз с 1983 года. В Гвадалахарской конвенции под Варшавской конвенцией понимается либо Варшавская конвенция 1929 года, либо Варшавская конвенция 1929 года с изменениями, внесёнными Гаагским протоколом 1955 (в зависимости от того, каким из этих документов регулируется та или иная перевозка по договору перевозки). Гвадалахарская конвенция вводит понятия «перевозчик по договору» и «фактический перевозчик», имея в виду перевозчика, заключившего договор перевозки, и перевозчика, уполномоченного им осуществлять всю перевозку или её часть.
В 1975 году в Варшавскую конвенцию были внесены ещё одни дополнения в Монреале.
Варшавская конвенция регулирует юридическую ответственность и взаимоотношения между авиаперевозчиками с одной стороны и пассажирами, а также грузоотправителями — с другой стороны.
Конвенция содержит 5 глав:
1. Глава I — Определения
2. Глава II — Документы перевозки, багажа и пассажиров билетов
3. Глава III — Ответственность перевозчика
4. Глава IV — Положения, касающиеся комбинированных перевозок
5. Глава V — Общие и заключительные положения

Конвенция была написана первоначально на французском и оригинальный текст сдан на хранение в архивы Министерства иностранных дел Польши.
Конвенция применяется при международной перевозке, если место отправления и место назначения вне зависимости от того, имеется ли перерыв в перевозке или перегрузка, расположены на территориях двух государств — участников конвенции или на территории одного и того же государства — участника конвенции, если предусмотрена остановка на территории других государств независимо от того, является ли это государство участником Варшавской конвенции. Она стала основополагающим документом при разработке правил страхования ответственности авиакомпаний при осуществлении международных перелетов.
Варшавской конвенцией предусмотрены следующие пределы ответственности перевозчика:
- 250 000 франков или 16 600 специальных прав заимствования (SDR) за телесные повреждения;
- 17 SDR за килограмм зарегистрированного багажа и грузов, или  20 USD за килограмм, не подписавших измененного Монреальского протокола;
- 5000 швейцарских франков или 332 SDR для ручной клади путешественников.